# Ayuntamiento de San Cristóbal de La Laguna
El Ayuntamiento de San Cristóbal de La Laguna es la institución que se encarga de gobernar la ciudad y el municipio de San Cristóbal de La Laguna, Canarias, España. Está presidido por el alcalde de San Cristóbal de La Laguna, que desde 1979 es elegido democráticamente por sufragio universal. Actualmente ocupa dicho cargo Luis Yeray Gutiérrez Pérez, del PSOE, que ocupa el cargo desde el 15 de junio de 2019.

## Casa consistorial
El edificio, que se encuentra junto a la plaza del Adelantado, fue mandado a construir por Alonso Fernández de Lugo tras la conquista de Tenerife con el fin de que albergase el cabildo de la isla. Inicialmente se realizaron varias construcciones y la actual, que data de 1540, ha sufrido numerosas modificaciones y reformas a lo largo de la historia como la llevada a cabo durante el reinado de Fernando VII.

## Alcaldes
| Periodo   | Nombre                             | Partido                                                         |
| --------- | ---------------------------------- | --------------------------------------------------------------- |
| 1979-1983 | Pedro González                     | Partido Socialista Obrero Español (PSOE)                        |
| 1983-1987 | Pedro González                     | Partido Socialista Obrero Español (PSOE)                        |
| 1987-1991 | Elfidio Alonso                     | Agrupación Tinerfeña de Independientes (ATI)                    |
| 1991-1995 | José Segura Clavell Elfidio Alonso | Partido Socialista Obrero Español (PSOE) Coalición Canaria (CC) |
| 1995-1999 | Elfidio Alonso                     | Agrupación Tinerfeña de Independientes (ATI)                    |
| 1999-2003 | Ana Oramas                         | Coalición Canaria (CC)                                          |
| 2003-2007 | Ana Oramas                         | Coalición Canaria (CC)                                          |
| 2007-2011 | Ana Oramas Fernando Clavijo        | Coalición Canaria (CC)                                          |
| 2011-2015 | Fernando Clavijo                   | Coalición Canaria (CC)                                          |
| 2015-2019 | José Alberto Díaz                  | Coalición Canaria (CC)                                          |
| 2019-2023 | Luis Yeray Gutiérrez               | Partido Socialista Obrero Español (PSOE)                        |
| 2023-act. | Luis Yeray Gutiérrez Pérez         | Partido Socialista Obrero Español (PSOE)                        |

## Resultados electorales
| Partido político                              | 2023   | 2023  | 2023       | 2019   | 2019  | 2019       | 2015   | 2015  | 2015       | 2011   | 2011  | 2011       | 2007   | 2007  | 2007       |
| Partido político                              | Votos  | %     | Concejales | Votos  | %     | Concejales | Votos  | %     | Concejales | Votos  | %     | Concejales | Votos  | %     | Concejales |
| Partido Socialista Obrero Español (PSOE)      | 23 459 | 32,88 | 10         | 16 603 | 23,91 | 7          | 12 592 | 18,09 | 5          | 10 291 | 15,10 | 4          | 18 358 | 27,42 | 9          |
| Coalición Canaria (CC)                        | 19 713 | 27,59 | 8          | 19 201 | 27,65 | 9          | 16 670 | 23,95 | 7          | 27 029 | 39,67 | 13         | 31 278 | 46,71 | 15         |
| Partido Popular (PP)                          | 8827   | 12,37 | 3          | 5411   | 7,79  | 2          | 10 569 | 15,18 | 4          | 13 992 | 20,53 | 6          | 7272   | 10,86 | 3          |
| Vox                                           | 5379   | 7,36  | 2          | 1590   | 2,28  | 0          | —      | —     | —          | —      | —     | —          | —      | —     | —          |
| Podemos-Izquierda Unida (IU)-Equo-Verdes      | 5260   | 6,77  | 2          | 11 794 | 16,98 | 5          | 12 889 | 18,51 | 6          | 1440   | 2,11  | 0          | 2009   | 3,00  | 0          |
| Partido Drago Canarias (DVC)                  | 4452   | 6,24  | 2          | —      | —     | —          | —      | —     | —          | —      | —     | —          | —      | —     | —          |
| Nueva Canarias (NC)-Por Tenerife              | 1542   | 1,97  | 0          | 1563   | 2,25  | 0          | 6678   | 9,59  | 3          | 6198   | 9,10  | 3          | —      | —     | —          |
| Ciudadanos (CS)                               | 490    | 0,68  | 0          | 4930   | 7,10  | 2          | 4993   | 7,17  | 2          | —      | —     | —          | —      | —     | —          |
| Avante La Laguna                              | —      | —     | —          | 6136   | 8,84  | 2          | —      | —     | —          | —      | —     | —          | —      | —     | —          |
| Alternativa Sí Se Puede por Tenerife (ASSPPT) | —      | —     | —          | —      | —     | —          | —      | —     | —          | 3919   | 5,75  | 1          | 2577   | 3,85  | 0          |

## Evolución de la deuda viva municipal
El concepto de deuda viva contempla sólo las deudas con cajas y bancos relativas a créditos financieros, valores de renta fija y préstamos o créditos transferidos a terceros, excluyéndose, por tanto, la deuda comercial.
| Gráfica de evolución de la deuda viva del Ayuntamiento entre 2008 y 2023                                             |
| |
| Deuda viva del Ayuntamiento de San Cristóbal de La Laguna, en miles de euros, según datos del Ministerio de Hacienda |